# Medan
Medan er hovedstad i den indonesiske provins Sumatera Utara (Nordsumatra). Byen er Indonesiens fjerdestørste efter Jakarta, Surabaya og Bandung med 2.109.330 (2010) indbyggere. Samtidig er byen den største udenfor øen Java. 